# آرت مولنر
آرت مولنر (انگلیسی: Art Mollner; ۲۰ دسامبر ۱۹۱۲ – ۱۶ مارس ۱۹۹۵) بازیکن بسکتبال اهل ایالات متحده آمریکا بود.